# 埃莱夫塞里奥斯·韦尼泽洛斯
埃莱夫塞里奥斯·基里亚科斯·韦尼泽洛斯（希臘語：Ελευθέριος Κυριάκου Βενιζέλος，羅馬化：Elefthérios Kyriákou Venizélos，[elefˈθerios cirˈʝaku veniˈzelos]；1864年8月23日—1936年3月18日）是希腊现代历史上最著名的政治家之一，曾七次出任希臘王國首相，共12年之久；他更是20世紀上半最傑出的希臘政治家，但他領導的自由共和派嚴重敵視、鬥爭保王派（他被多數希臘國王敵視），急劇深化了希臘人民與黨派的裂痕。
他是希臘民族解放運動（世稱「偉大理想」）的偉大領袖，也是一位具有超凡魅力的政治家，對希臘人民的內部自由和外部民族的擴張有著卓越的貢獻，被譽為「現代希臘的締造者」；但他的現代化與自由化路線，卻傷害了東正教精神與拜占庭帝國自承的希臘獨立之根本價值，造成希臘政局的動盪、搖擺不定之痛苦和精神撕裂。

## 早年

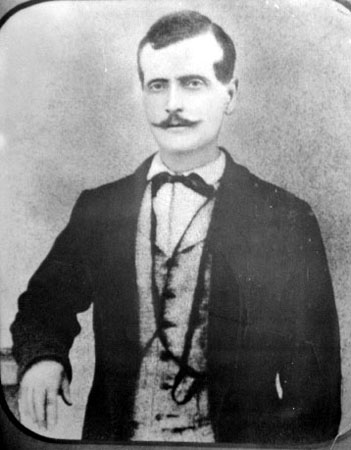
韋尼澤洛斯之父──科里阿科斯·韋尼澤洛斯的肖像

1864年韋尼澤洛斯出生於克里特島，早年像許多希臘政治家一樣成為律師。在1897年克里特島革命期間，他十分活躍，努力支持克里特島與希臘王國合併。1897年希土戰爭之後，克里特島取得自治權。他協助起草憲法，並成為該島議會的成員。韋尼澤洛斯積極推動憲法中的統一條款，因而對駐紮該島的最高專員喬治王子深感不滿，開始他長期與王室衝突的對立生涯。

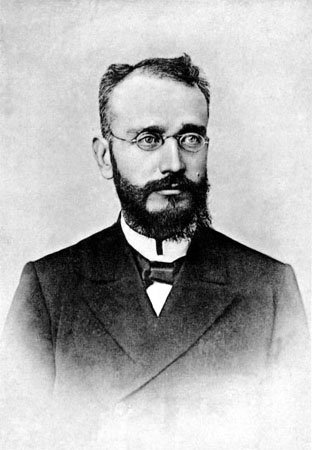
韋尼澤洛斯在20世紀初的照片

## 首相與現代化改革
1909年痛恨政治腐敗、經濟衰退的高迪軍事政變之後，他成為1910年奪權成功的軍事執政團的首相人選（他被國王喬治一世找來解決危機並修改憲法），因為軍官團視他為清廉且優秀的政治天才。當時政變後在8月的議員普選結果，有近半的議員為自由獨立派的新興人物，於是他被這些獨立派議員推為領袖，組成執政的「自由黨」（自由黨與保王派的鬥爭，造成此後30年中，撕裂希臘人民與政治的國家大分裂），並在10月就任首相（任期為1910-1915），成功讓軍官團的聯盟自動解散。年底12月再次舉行的議會選舉中，他的自由黨在總席位362席中，獲得300席的壓倒性勝利；如此他完全掌握實權以落實改革計畫、政經現代化，以及收復失地的偉大理想。
在首相任期的頭兩年中，他領導了重要的憲政、軍事與社會改革。他進行房地產徵收的土地改革方面；普及義務教育，並規定所有官員都必須接受公開審查，避免營私舞弊、提升了官員的清廉度。在社會改革方面，他訂立婦女及兒童的最低工資保障其權益，讓工會合法化、取締違法的「公司」工會。雖然中上階層逃稅問題相當嚴重，但他創新一項所得稅制，讓原來加諸在貧民身上的間接稅被取消，提升了下層人民的利益，因此受到普遍好評。他的改革不但得到廣泛支持，更鞏固其選戰基礎和高昂的民意支持度。這些經濟上的溫和改革有效地緩和了社會主義及農民運動的威脅。同時，他親自擔任海陸軍總司令，以實現其整頓軍隊的承諾。特別是爭取到法國陸軍和英國海軍的援助之後（憑藉他的外交才幹），他大大提升了軍隊訓練的水準，並擺脫以往重度軍備支出造成的財政赤字，讓國家財政首度出現盈餘。

## 偉大理想與參加一戰的爭議

### 巴爾幹戰爭
對外擴張的偉大理想方面，他使希臘與塞爾維亞、保加利亞王國與蒙特內哥羅王國等巴爾幹鄰國結盟。希臘因此在1912巴爾幹戰爭之後，獲得了马其顿南部，塞浦路斯南部，克里特岛和爱琴海的诸岛屿，希臘的領土人口因此倍增，譬如領土增加70%、人口從280萬增加到480萬人。（但增加的人口近半數並非希臘人，乃是土耳其人、斯拉夫人、瓦拉幾人、塞法迪猶太人，這反而增加了後來反韋尼派的力量）

### 一戰與國家分裂
當1914年第一次世界大戰爆發後，他積極支持英-法-俄協約國，這樣的策略和希臘國王爆發嚴重衝突，當時的康斯坦丁一世國王力主維持中立（因國王是德國皇帝的妹婿）。雙方爭論的焦點在於：韋尼澤洛斯希望追求「偉大理想」的實現，而國王則認為應該「建立雖小但是有名譽的國家希臘」，應先鞏固新獲得的領土，之後再追求收復失地。兩方因此展開了激烈的爭執。由於國王拒絕執行他的外交政策，韋尼澤洛斯遂在1915年底辭職。

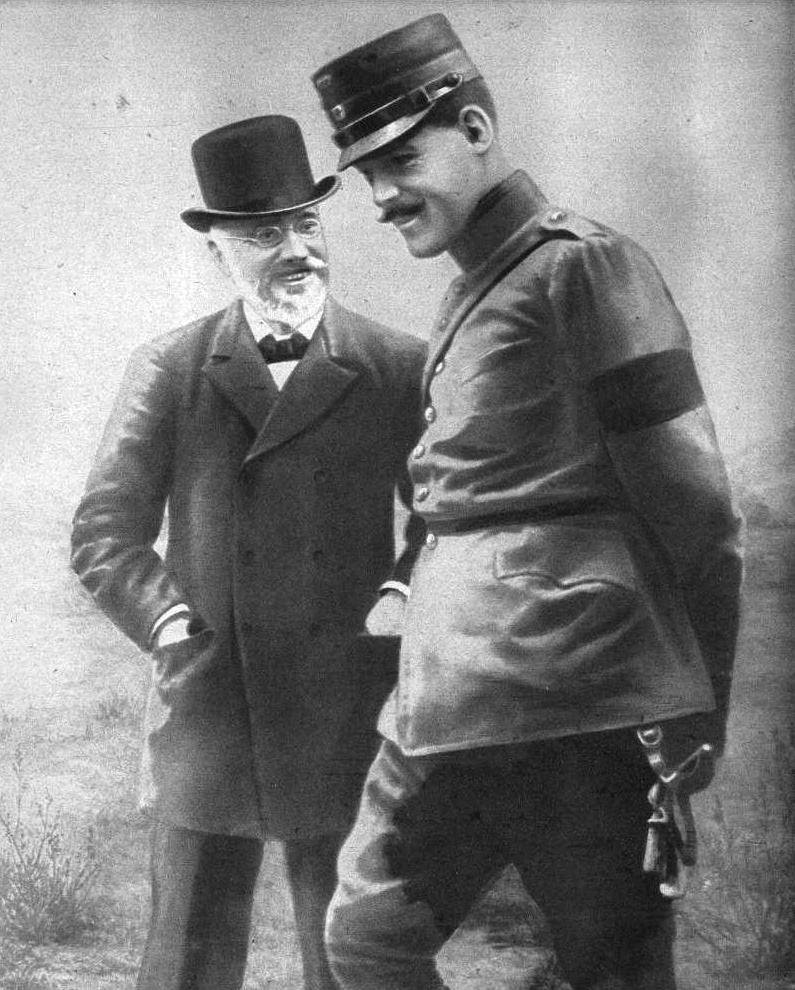
首相韋尼澤洛斯與國王康斯坦丁一世

之後，他在1916年9月离开雅典，與海軍總司令保羅·孔杜里奧提斯（Παύλος Κουντουριώτης）在克里特成立反王室的臨時政府。10月，韋尼澤洛斯北上塞薩洛尼基（在希臘北部）擴大其領地。他的臨時政府控制了希臘北部、克里特和愛琴海諸島。韋尼澤洛斯的支持者紛紛在塞薩洛尼基匯合。俄羅斯與義大利反對這個政府；而交好韋尼澤洛斯的英法則擔心引起希臘內戰，沒有承認臨時政府；但希腊已陷入大分裂和撕裂状态，史稱「國家大分裂」，發展到12月，雅典爆發了反韋尼澤洛斯的示威運動，正、反支持者徹底撕裂希臘，並且實質上延續了20年。1916年底德国、奥地利和保加利亚联合摧毁了塞尔维亚，兵锋直指马其顿，英法慌忙派兵来救他，並順勢在12月19日承認了他的臨時政府；法國海軍則封鎖了雅典的希臘政府，不讓雅典的親德勢力有機會擴展並連繫德國。當時協約國雖然承認了一個希臘、兩個政府，但實質上偏向韋尼的臨時政府。

### 分裂暫停與擴土
1917年6月10日，他和英法共同壓迫康斯坦丁一世遜位。康斯坦丁一世同意遜位，並讓長子喬治王儲離開希臘，因為喬治王儲曾在德國參軍，協約國不同意由他繼承王位。於是康斯坦丁一世於6月11日正式退位，由次子亞歷山大繼承王位。韋尼澤洛斯又回到雅典担任首相（任期1917～1920年，希臘雖統一但裂痕已深），并和新国王亚历山大一世联合对德宣战，這些成功暫時停止了分裂問題，全國專心對土戰爭。

綠、橘、黃色地區是1910-1920年間，希腊在韋尼澤洛斯主政期擴張的领土

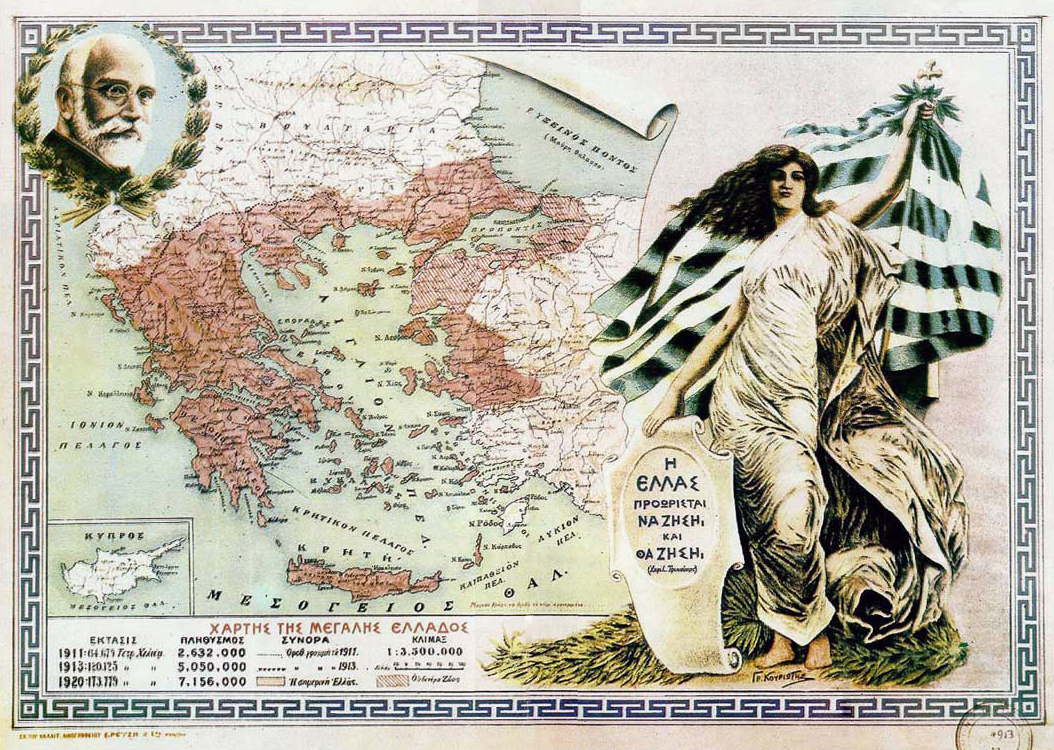
1920年《色佛尔条约》訂後，偉大理想似乎就快要由韋尼澤洛斯實現了

1918年一戰結束後，他代表希臘参加了巴黎和会，以圓融的外交才智，締造了許多外交勝利。他在列強的同意下，於1919年5月派希臘軍佔領了士麥拿及周邊領土。這些擴張在1920年的《色佛尔条约》中，列強承认希腊对新领土的主权，包含如：色雷斯（前属保加利亚及土耳其）大部及爱琴海诸岛（包括应布罗斯岛及特内多斯岛）均归希腊，位于伊奥尼亚的士麦拿则成为希腊的国际联盟托管地。亚历山大的王国领土面积增长了近三分之一。韦尼泽洛斯繼續参加冗長的和会，同奥斯曼帝国和保加利亚进行谈判。1920年8月韦尼泽洛斯返回希腊，亚历山大授其桂冠以表彰其对泛希腊主义事业做出的贡献；他在街上受到群眾英雄般的歡迎，推崇他締造了「橫跨兩大洲與五大海的偉大希臘」。但是國家大分裂的問題反而因軍事勝利而惡化，兩方的激進和狂熱分子造成更深刻的尖銳對立，譬如1920年8月，韦尼泽洛斯在巴黎回旅館的路上被兩名希臘保王派士兵企圖暗殺，幸好他命大而躲過一劫，但希臘執政黨（韋尼派）為了報復領袖受刺而進行大逮捕及暗殺反對派元老。

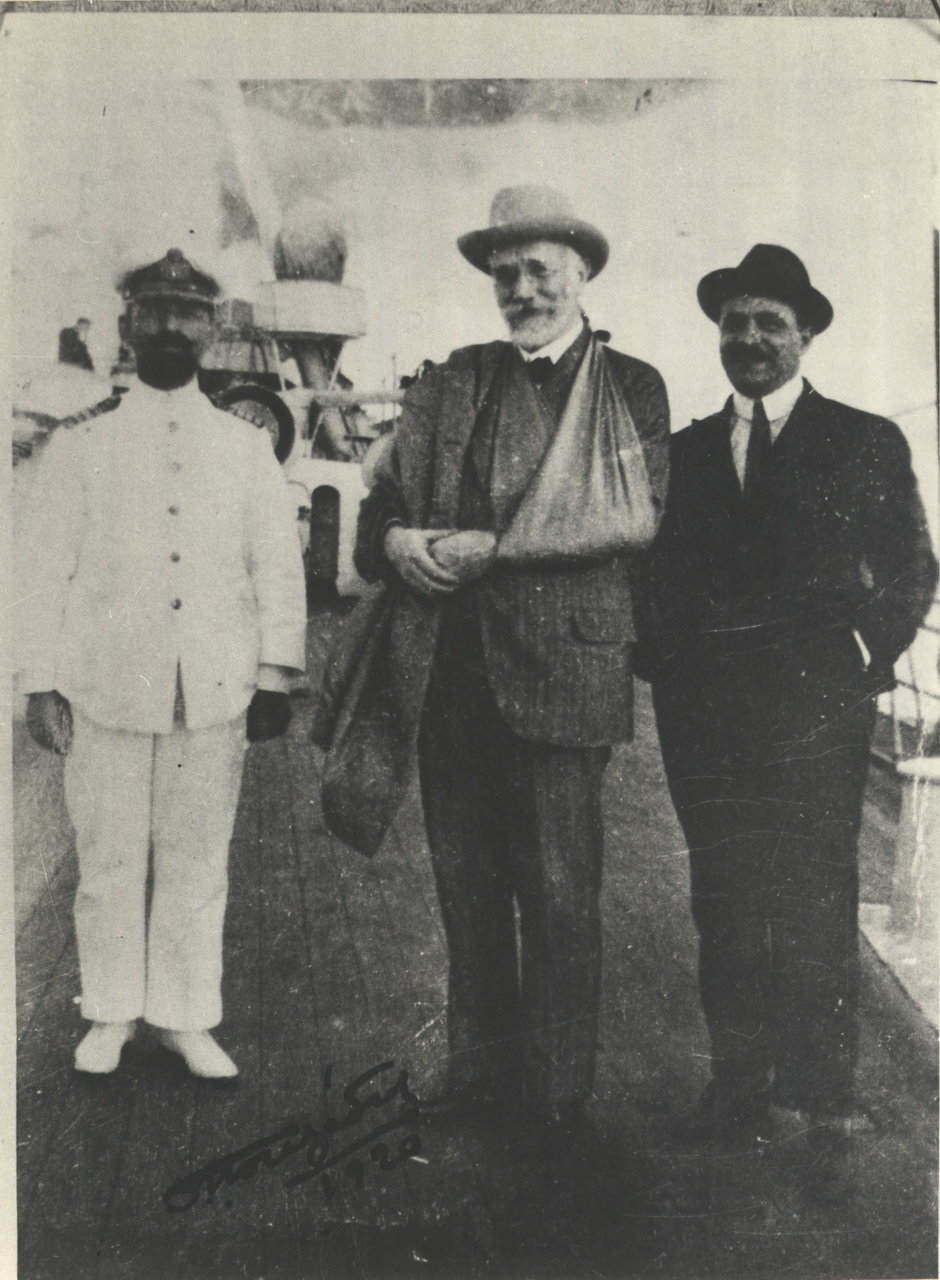
1920年韦尼泽洛斯剛回希臘時，巴黎遇刺後的繃帶仍包在身上

### 保王派反擊
希腊虽在巴黎和会中已经获得大量领土，其人民仍旧希望达成“伟大理想”，夺取君士坦丁堡及奥斯曼帝国属小亚细亚。希腊以此为由对安那托利亚发动入侵，计划夺取安卡拉，击溃由穆斯塔法·凯末尔领导的土耳其抵抗运动，1919年至1922年希土战争就此打响。亚历山大在位时期希腊屡战屡胜，但凯末尔革命军最终于1922年取得胜利。
在1922年希臘軍大敗之前，因為1912-1920年長期的戰爭苦難、人民不滿執政官員的蠻橫無理，以及1920年10月王位繼承問題（因君士坦丁早逝而引發憲政危機），導致了韋尼澤洛斯政權在1920年11月的選舉以些微差距落敗，保王派勢力大勝而康斯坦丁一世在一場公民投票中重獲王位（由保王黨舞弊操縱的惡質選舉）。他因此展開自我流放的生活。希臘軍（保王派領導）在1922年敗於小亞細亞後，他代表希臘出席洛桑和會，盡力保護希臘在「偉大理想」擴張中所取得的成果，但1923年希臘土耳其人口互換終究使偉大理想徹底破滅，隨後帶來的經濟災難也持續消耗他的民意基礎，讓他的死忠分子由原來起碼一半的選民數量，持續下滑到三分之一強，代表他逐漸失去民意強人的巔峰地位。

## 共和國總理到客死異鄉

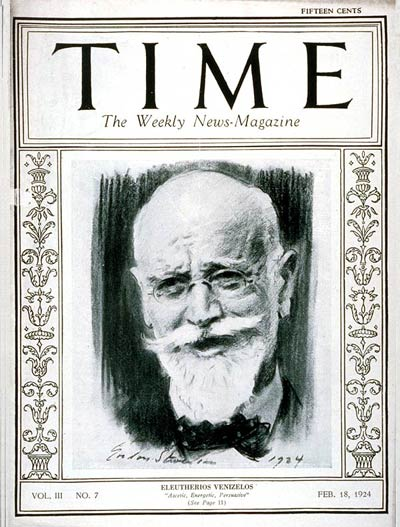
1924年2月18日，韋尼澤洛斯登上《時代雜誌》的封面

1924年1月24日，韋尼澤洛斯第四次就任希臘首相，他雖然不支持共和制，仍建議用公投決定君主制的去留（他是個溫和的君主立憲制支持者，雖與王室多次衝突，但仍希望希臘保留君主制，而他的支持者多數傾向共和主義，因此他的激進支持者和他發生衝突）。由於激進的共和派要求立即宣布共和，韋尼澤洛斯於2月辭職，接替他作為首相的皆是激進的共和派。3月25日，希臘議會通過成立共和國的決議案，並在4月13日的公投中得到確認，希臘再度成為共和國。

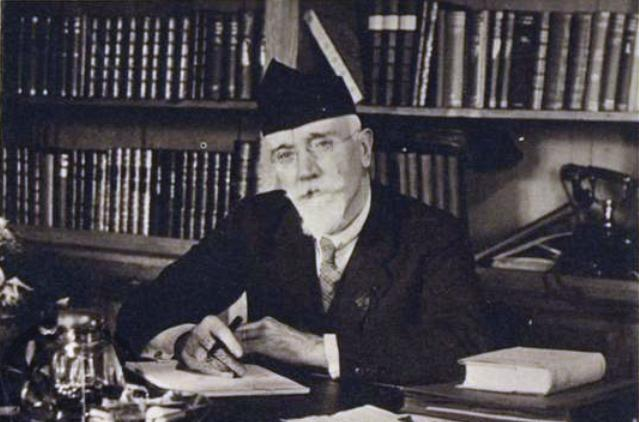
1930年總理韋尼澤洛斯坐在辦公桌，戴著他慣用的船形帽

他在1928年重返政壇並出任共和國總理，恢復與鄰國（特別是與土耳其和解）的正常關係，其亮眼的外交成就給希臘帶來國防安定；他為了營造更好的希土合作關係，甚至在1930年拜訪土耳其之後，於1934年提名凱末爾參選諾貝爾和平獎，不過沒有成功。他在1929年為了政局安定，推出許多壓制公民自由、鎮壓工會人士及左派分子的法案，原因是1923年希臘土耳其人口互換惡化了下層階級的生活條件，造成治安下降與抗議事件頻傳。雖然他努力想要將希臘從戰後的災難與困難中挽救提升，但其內閣卻在1933年因經濟大恐慌的衝擊中倒台（他對1929年後經濟蕭條與出口大衰一籌莫展），大失民心的他也在1932年大選中失勢。此時他再度遭到多次的暗殺攻擊，譬如座車底盤遭槍手射得千瘡百孔、一位保鑣被射死，他的妻子海倫娜中彈受傷。
他曾在1933年3月發動一次流產的韋尼澤洛斯黨人政變，失敗後宣布退休。1935年他又發動另一次失敗的政變，導致他流亡法國，1936年3月18日因中风而死于巴黎。在他死前，他還呼籲其支持者與剛被迎接回國的喬治國王合作（1935年希臘公投決定，重新回到君主立憲制），讓希臘回到較穩定的君主立憲制。
他的遺體由希臘軍艦運回，而為了避免引起反對派的騷亂，遺體不經過雅典而直接運回故鄉克里特島下葬，其葬禮盛大宏壯，群眾大量出席，以表達對他的悼念。

## 引用資料
1. 1 2 3 4 5 6 7 8 9  （英）李察·克羅格 著、蘇俊翔 譯，《錯過進化的國度─希臘的現代化之路》，台北：左岸文化，2003，頁89-125、269-270
2. ↑  Mazower, 1992, p. 886
3. ↑  Driault and Lhéritier, pp. 382–384.
4. ↑  Driault and Lhéritier, p. 387.
5. ↑  Theodorakis, Emanouil; Manousakis George (2008). "First World War 1914–1918". National Foundation Research. Archived from the original on 2007-05-18.
6. ↑  Kitromilides, 2006, p. 129
7. ↑  Driault and Lhéritier, p. 386.
8. ↑  Driault and Lhéritier, pp. 433–434.

#### 書籍
- Driault, Édouard; Lhéritier, Michel. Histoire diplomatique de la Grèce de 1821 à nos jours [Diplomatic History of Greece from 1821 to today] V. Paris: PUF. 1926.
- Abbott, G. F. . London: Methuen & co. ltd. 2008. ISBN 978-0-554-39462-6.
- Alastos, D. . London: P. Lund, Humphries & co. 1942.
- Bagger, E. S.  (PDF). G.P. Putnam's Sons. 1922.
- Burg, D. F. . Lexington: University Press of Kentucky. 1998. ISBN 0-8131-2072-1.
- Chester, S. M.  (PDF). London: Constable. 1921.
- Clogg, R. . London: Cambridge University Press. 2002. ISBN 0-521-00479-9.
- Dalby, Andrew. Eleftherios Venizelos: Greece (Haus Publishing, 2011).
- Dutton, D. . I.B. Tauris. 1998. ISBN 978-1-86064-079-7.
- Fotakis, Z. . London: Routledge. 2005. ISBN 978-0-415-35014-3.
- Gibbons, H. A. . Houghton Mifflin Company. 1920., A favorable biography by an American expert.
- Hall, Richard C. . Routledge. 2000. ISBN 0-415-22946-4.
- Hibben, Paxton. . New York: The Century Co. 1920. ISBN 978-1-110-76032-9.
- Hickey, M. . Taylor & Francis. 2007. ISBN 1-84176-373-X.[]
- Holland, R. F.; Makrides D. . Oxford University Press. 2006. ISBN 0-19-924996-2.
- Kerofilias, C.  (PDF). John Murray. 1915.
- Kitromilides, P. . Edinburgh: Edinburgh University Press. 2006. ISBN 0-7486-2478-3.
- Koliopoulos, G.; Veremis, T. . New York: NYU Press. 2002  [2019-02-01]. ISBN 0-8147-4767-1. （原始内容存档于2019-07-29）.
- Legg, K. R. . Stanford University Press. 1969  [2019-02-01]. ISBN 0-8047-0705-7. （原始内容存档于2019-07-29）.
- Leon, G. B. . Thessaloniki: Institute of Balkan Studies. 1974  [2019-02-01]. （原始内容存档于2019-07-29）.
- Manolikakis, Giannis. . Athens. 1985.
- Michalopoulos,Dimitris (2012)Eleutherios Venizelos. An outline of his life and time, Saarbrücken: Lambert Academic Publishing. ISBN 978-3-659-26782-6
- Pentzopoulos, D.; Smith M. L. . C. Hurst & Co Publishers. 2002. ISBN 1-85065-674-6.
- Price, Crawfurd.  (PDF). London: Simpkin. 1917.
- Rose, W. K. . Adamant Media Corporation. 2003, with 1st ed. 1987. ISBN 1-4021-0628-9.
- Seligman, V. J.  (PDF). 1920.
- Tucker, Spencer C.; Wood, L. M.; Murphy, J. D. . Taylor & Francis. 1999. ISBN 0-8153-3351-X.
- Vatikotes, P. . London: Routledge. 1998. ISBN 978-0-7146-4869-9.
- Venizelos, E.; Anthony S.; Xanthaky, Sakellarios N. G.  (PDF). New York. 1916.

#### 報刊雜誌
- Black, Cyril E. . The Review of Politics. January 1948, 10 (1): 84–99. JSTOR 1404369. doi:10.1017/S0034670500044521.
- Christopoulos, Marianna. "Anti-Venizelist criticism of Venizelos’ policy during the Balkan Wars (1912-13)." Byzantine and Modern Greek Studies 39.2 (2015): 249-265.
- Dunning, Wm. A. . Political Science Quarterly. June 1897, 12 (3): 352–380. JSTOR 2140141. doi:10.2307/2140141.
- Dunning, Wm. A. . Political Science Quarterly. December 1897, 12 (4): 734–756. JSTOR 2139703. doi:10.2307/2139703.
- Gerolymatos, Andre. "Lloyd George and Eleftherios Venizelos, 1912-1917." Journal of the Hellenic Diaspora (1988) Vol. 15 Issue 3/4, pp 37-50.
- Ion, Theodore P. . The American Journal of International Law (American Society of International Law). April 1910, 4 (2): 276–284. JSTOR 2186614. doi:10.2307/2186614.
- Kyriakidou, Maria.  (PDF). European History Quarterly. 2002, 32 (4): 489  [2019-02-01]. doi:10.1177/0269142002032004147. （原始内容存档 (PDF)于2009-03-27）.
- Leeper, A. W. A. . The New Europe I. 1916.
- Mazower, M. . The Historical Journal. December 1992, 35 (4): 885–904. JSTOR 2639443. doi:10.1017/S0018246X00026200.
- Papacosma, S. Victor. "The Republicanism of Eleftherios Venizelos: Ideology or Tactics?." Byzantine and Modern Greek Studies 7 (1981): 169-202.
- Prevelakis, Eleutherios. "Eleutherios Venizelos and the Balkan Wars." Balkan Studies 7.2 (1966): 363-378.

| 前任： 斯特凡诺斯·兹拉古米斯       | 希臘首相 1910年10月18日-1915年3月10日 | 繼任： 季米特里奥斯·古纳里斯       |
| 前任： 季米特里奥斯·古纳里斯       | 希臘首相 1915年8月23日-1915年10月7日  | 繼任： 亚历山德罗斯·泽米斯         |
| 前任： 亚历山德罗斯·泽米斯         | 希臘首相 1917年6月27日-1920年11月18日 | 繼任： 季米特里奥斯·拉利斯         |
| 前任： 斯蒂利亚诺斯·戈纳塔斯       | 希臘首相 1924年1月24日-1924年2月19日  | 繼任： 乔治斯·卡普汉塔里斯         |
| 前任： 亚历山德罗斯·泽米斯         | 希臘首相 1928年7月4日-1932年5月26日   | 繼任： 亚历山德罗斯·帕帕纳斯塔西乌 |
| 前任： 亚历山德罗斯·帕帕纳斯塔西乌 | 希臘首相 1932年6月5日-1932年11月3日   | 繼任： 帕纳伊斯·察尔扎里斯         |
| 前任： 帕纳伊斯·察尔扎里斯         | 希臘首相 1933年1月16日-1933年3月6日   | 繼任： 亚历山德罗斯·奥索纳伊奥斯   |